# Kostel Všech svatých (Probluz)
Kostel Všech svatých se nalézá ve vesnici Probluz, místní části obce Dolní Přím v okrese Hradec Králové. Barokní kostel tvoří zdaleka viditelnou krajinnou dominantu celého okolí.

## Historie
Původně farní kostel z let 1690–1691 byl postavený představeným jezuitů a současně stavitelem K. Labuškou. Během bitvy u Hradce Králové dne 3. července 1866 byla poškozena původní báň kostelní věže. Ve fasádě kostelní věže jsou dodnes zazděny dvě dělové koule. Poškozená věž byla při následných opravách snížena. Okolo kostela je starý již nepoužívaný hřbitov, na kterém se nacházejí pomníky připomínající padlé v bitvě u Hradce Králové. Na kostelní zdi jsou zvenčí umístěny náhrobní kameny - figurální, pocházející z roku 1566, a erbovní, pocházející z roku 1575.
Kostel je v současnosti filiálním kostelem farnosti Nechanice.

## Popis
Barokní kostel Všech svatých je jednolodní kostel s obdélnou lodí členěnou pilíři se sdruženými pilastry, pravoúhlým presbytářem, obdélnou sakristii na severní straně a s hranolovou věží na západní straně. Strop kostelní je sklenut dvěma poli valené klenby. Zařízení kostela je raně barokní z konce 17. století.
Hlavní oltář je pravoúhlý a rozvilinový s obrazem Všech svatých z roku 1690. Na konzolách jsou na hlavním oltáři umístěny sochy svatého Václava a Ludmily (z let 1730–1740). Oltář doplňuje rokoková dřevořezba představující Smrt sv. Ignáce z Loyoly se dvěma donátory. Vedle hlavního oltáře se nalézají dva vedlejší oltáře s akantovými oválnými rámci. V pravém je umístěn obraz svatého Ignáce a na levém obraz Svaté rodiny se svatou Annou.
Kazatelna má boltcové ornamenty a na stříšce sochu Krista jako Salvatora mundi, pocházejícího z roku 1690.

## Galerie

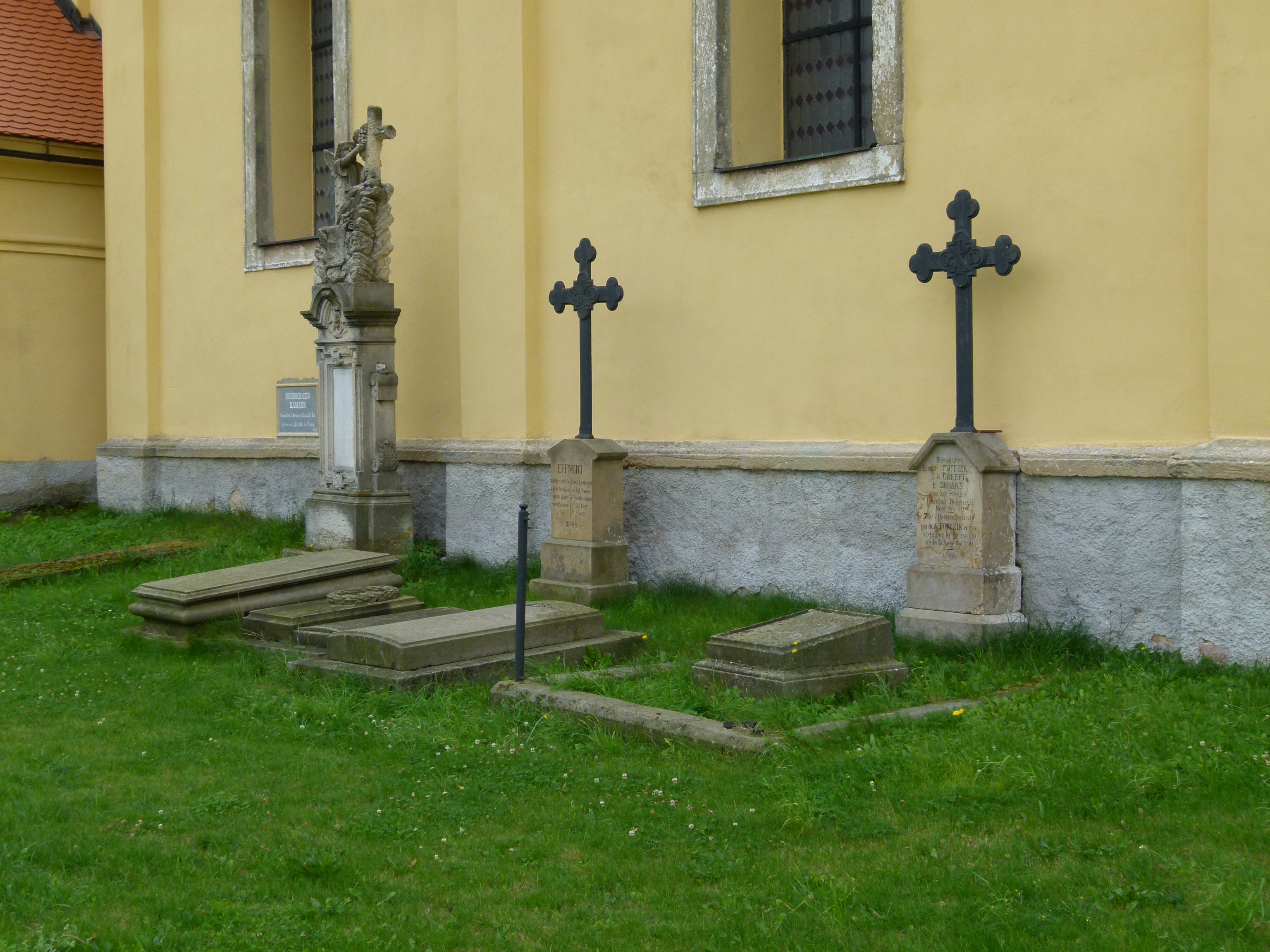
pomníky padlých v bitvě u Hradce Králové na hřbitově u kostela
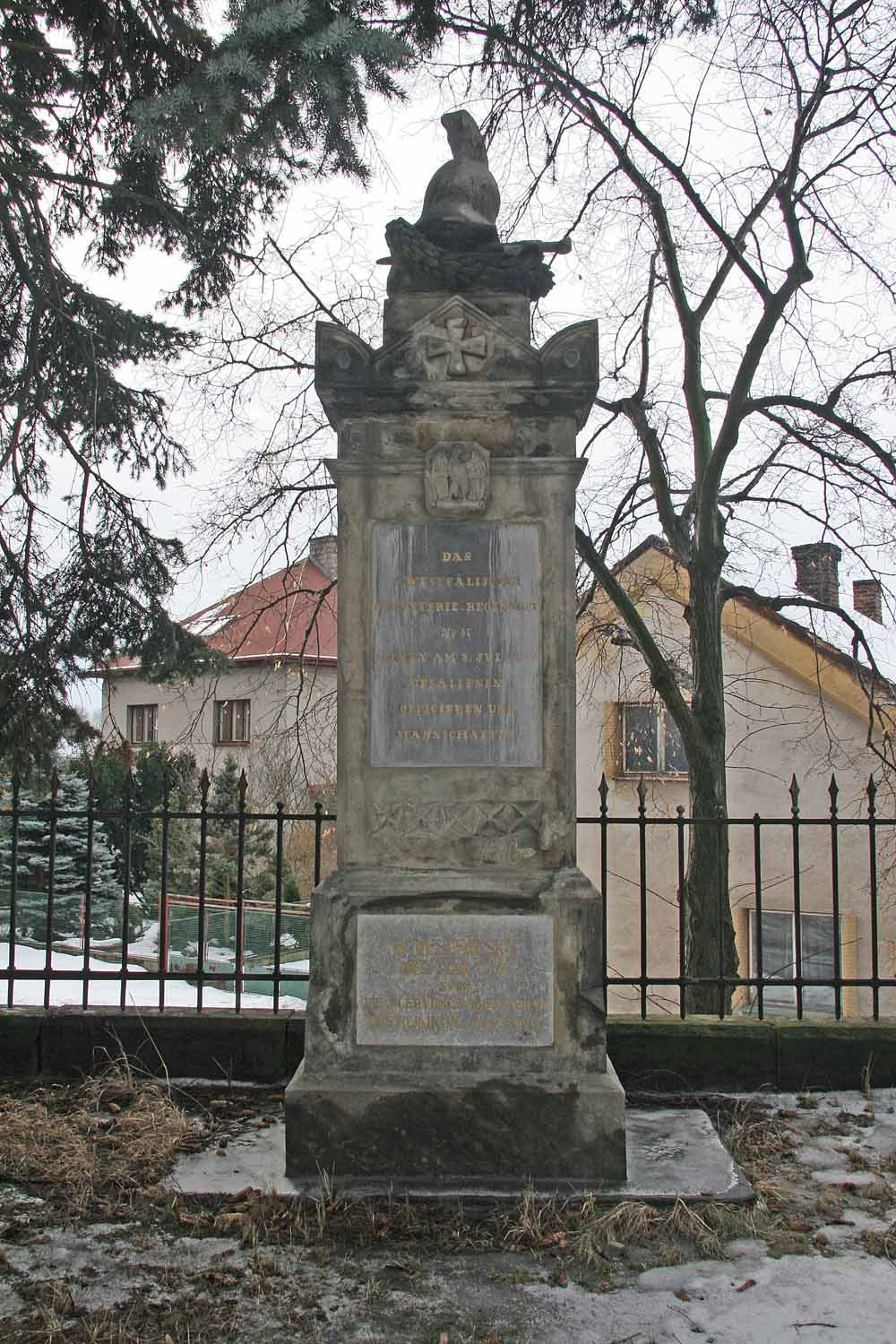
pomníky padlých v bitvě u Hradce Králové na hřbitově u kostela
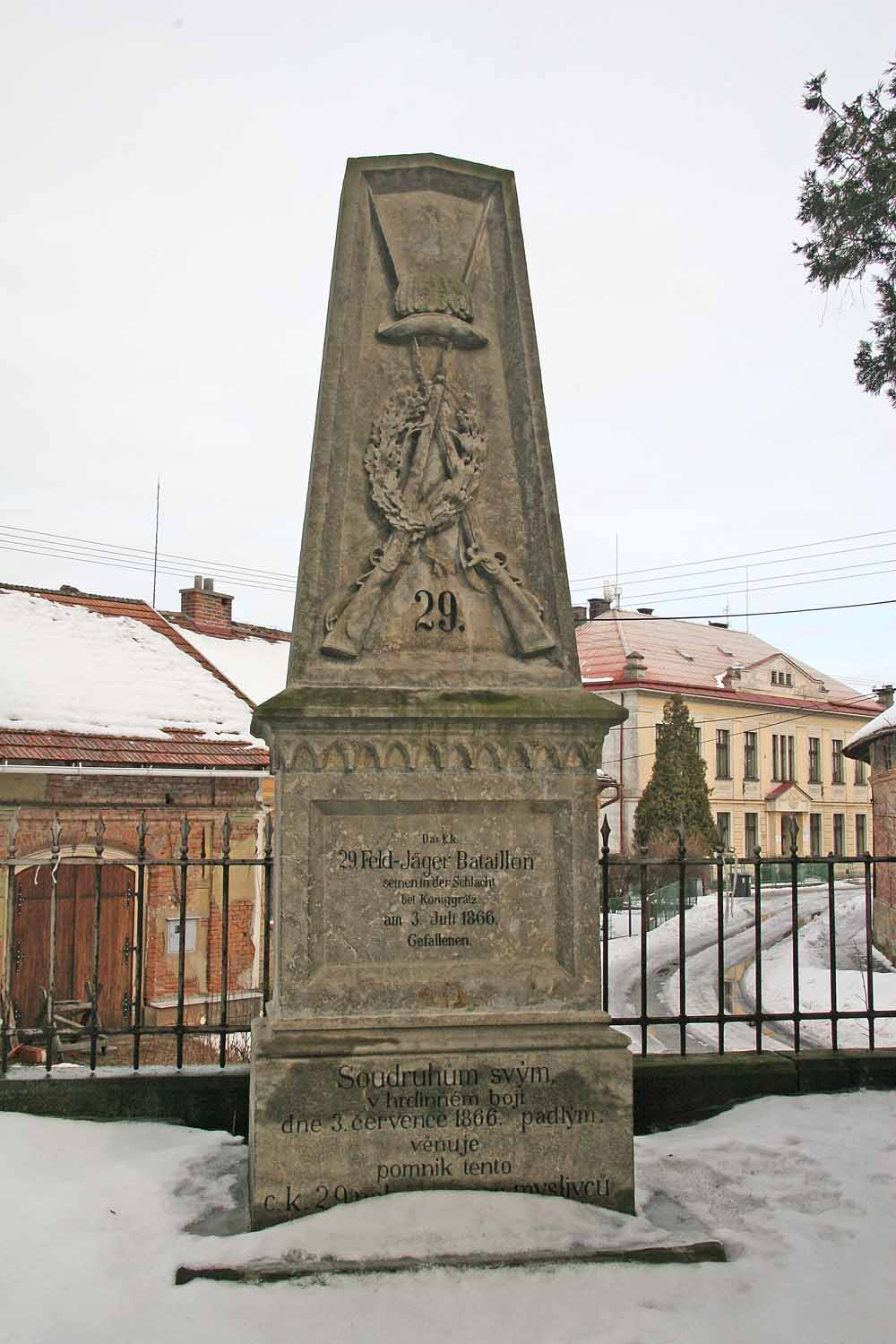
pomníky padlých v bitvě u Hradce Králové na hřbitově u kostela
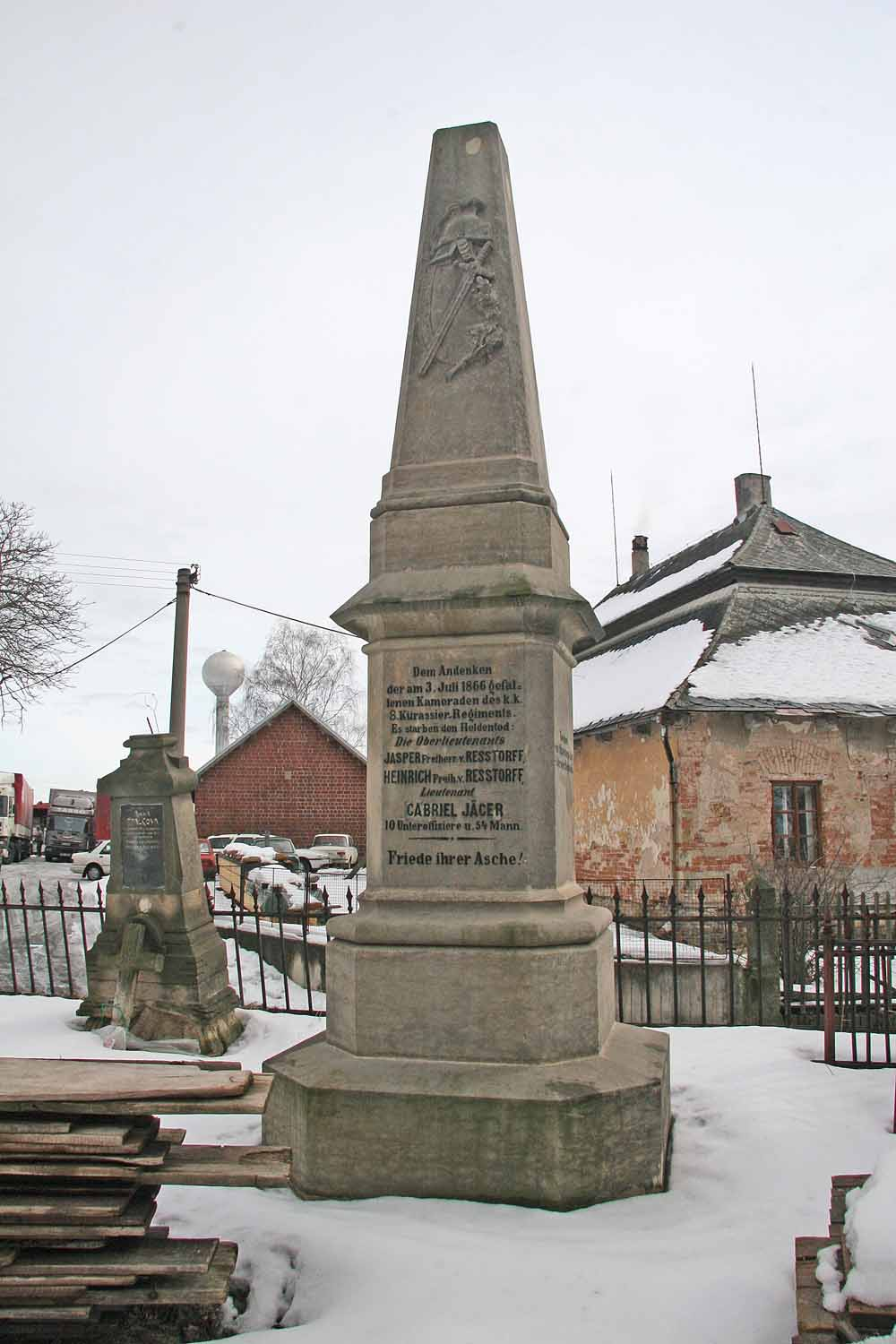
pomníky padlých v bitvě u Hradce Králové na hřbitově u kostela